# كريم فؤاد
كريم فؤاد (مواليد 1 أكتوبر 1999) هو لاعب كرة قدم مصري يلعب ظهيرًا أيمن في النادي الاهلي.